# Черник, Александр Михайлович
Александр Михайлович Черник (30 октября 1977, СССР) — белорусский футболист, игрок в мини-футбол; тренер. 

## Биография
Известен своей игрой за команды Беларуси и России. Рекордсмен сборной Беларуси по количеству игр (106). Участник Евро-2010 (2 игры, 1 гол).
После окончания карьеры игрок возглавил клуб «Минск», в 2021 году возглавил и сборную Беларуси.
Признавался лучшим игроком и тренером, повторив этим достижения Владимира Левуса и Алексея Попова.

## Достижения
Командные
- Чемпион Беларуси: 1998 («Верас»), 2000 и 2001 («Симург»), 2013 (Витэн), 2017 и 2019 («Столица»)
- Серебряный призер Беларуси: 2014 («Витэн»)
- Бронзовый призер Беларуси: 1997 («Верас»), 2015, 2016 («Столица»)

Личные
- Лучший мини-футболист Беларуси: 2013, 2015, 2016.
- Лучший мини-футбольный тренер Беларуси: 2022.